# Guy Stewart Callendar
Guy Stewart Callendar (Montreal, 9 februari 1898 – Londen, 3 oktober 1964) was een Engels stoomingenieur en uitvinder.
Callendar bedacht de theorie die stijgende concentraties koolstofdioxide in de atmosfeer koppelde aan de mondiale temperatuur. Daarmee breidde hij het eerdere werk van Svante Arrhenius uit de late 19e eeuw uit. Callendars werk kwam bekend te staan als het Callendar-effect. Hij dacht toentertijd dat deze opwarming gunstig zou zijn.

## Callendar effect
Het Callendar-effect is de naam voor het effect van door verbranding geproduceerde koolstofdioxide op het wereldklimaat. Het is daarmee een speciaal geval van het broeikaseffect.

## Publicaties
Callendar publiceerde tien grote wetenschappelijke artikelen en 25 korte over de opwarming van de aarde, infrarode straling en door de mensheid geproduceerde koolstofdioxide.
Callendar was de zoon van Hugh Longbourne Callendar.
1. ↑  Bekendste werk: Callendar, G. S. (1938) "The artificial production of carbon dioxide and its influence on temperature", Quarterly Journal of the Royal Meteorological Society, doi: 10.1002/qj.49706427503